# Unterwegs nach Atlantis (Fernsehserie)
Unterwegs nach Atlantis ist eine Jugendserie nach den Romanen Der geheimnisvolle Graf und Abenteuer in der Vollmondnacht von Johanna von Koczian. Sie entstand ab 1981 als Koproduktion des Tschechoslowakischen, Deutschen, Österreichischen und Schweizer Fernsehens und wurde 1982 im ZDF erstausgestrahlt.

## Handlung

### Einleitung
Die Serie beginnt mit der Flucht Rhons aus dem 30. Jahrhundert. Sein Vater versucht ihn mit den Worten „Sein Traum von Atlantis ist doch nur ein Traum“ aufzuhalten – eine Anspielung auf das von Dr. Bernard komponierte Musikstück Der Traum von Atlantis und die Suche von Dr. Graf nach dem geheimnisvollen Atlantis.

### Inhalt
Rhon, ein zwölfjähriger Junge aus dem Jahr 3000, ist der Sohn eines Wissenschaftlers, der an der Entwicklung von Zeitmaschinen beteiligt war. Sein Onkel, Dr. Graf, wird von der Akademie der Wissenschaften beschuldigt, gegen das grundlegende Gesetz der Zeitreisen, nämlich die Vergangenheit nicht zu verändern, verstoßen zu haben. Aus diesem Grund begibt sich Rhon auf eine Reise in die Vergangenheit, um seinen Onkel zu warnen.
Rhon vermutet seinen Onkel im Chateau Noir, einem geheimen Treffpunkt der Zeitreisenden im 16. Jahrhundert. Dort trifft er ihn allerdings nicht an, sondern findet nur einen Stadtplan von Berlin aus dem 20. Jahrhundert, auf dem die Fontanestraße Nr. 19 markiert ist, und eine Spieluhr, welche auch eine Sprachnachricht enthält. Rhon wird jedoch von Männern aus der Zukunft verfolgt, die seine Maschine (AL-2) sabotieren. Als sich Rhon auf die Reise ins 20. Jahrhundert macht, bemerkt er den Defekt im Energiespeicher, der mit Quecksilber arbeitet. Er dichtet den Speicher notdürftig ab und beginnt trotzdem mit dem Zeitflug. Aufgrund des Defekts ist es ihm aber nur möglich etwa 400 Jahre zu überbrücken. Er erreicht das Jahr 1982 mit letzter Energie, wodurch er zur Notlandung gezwungen wird.
Rhon platzt mitten in die Geburtstagsparty von Mark, der gerade zwölf Jahre alt geworden ist. Er benötigt Quecksilber, um seine Zeitmaschine reparieren zu können. Als der fremde Junge Mark erzählt, er stamme aus der Zukunft und benötige seine Hilfe, glaubt ihm dieser natürlich nicht. Dann aber zeigt ihm Rhon die Maschine, und beide unternehmen, nachdem AL-2 wieder voll funktionsfähig ist, einen Ausflug ins Jahr 1791 nach Wien, um den von einer Schaffenskrise geplagten Komponisten Wolfgang Amadeus Mozart zu besuchen.
Überraschenderweise treffen sie in Wien auf einen Mann, der Rhons Onkel Dr. Graf zum Verwechseln ähnlich sieht. Es stellt sich heraus, dass es sich dabei um den schon über 200 Jahre alten, verrückten Alchemisten Edward Kelley handelt, der im Besitz des Lebenselixiers aus Atlantis ist. Sein Lebenswasser geht jedoch zur Neige, weshalb Kelley sich den Zugang zur Zeitmaschine erzwingt. Mit ihrer Hilfe plant er eine Rückkehr in die Rudolfinische Zeit, um an eine weitere Phiole mit dem Lebenselixier zu gelangen. Er stiehlt eine zweite Zeitmaschine, tötet zuvor Dr. Bernhard, einen Weggefährten von Dr. Graf, zwingt Mark, eine Reise nach Prag ins 16. Jahrhundert zu unternehmen, und wird anschließend im 20. Jahrhundert in einen Unfall verwickelt. Er kommt ins Krankenhaus, von wo er aber sofort wieder flüchtet.
Dr. Graf und Rhon, die zwischenzeitlich wieder in der Zukunft waren, besuchen Mark und erfahren durch ihn vom Tod Dr. Bernhards und vom Verschwinden Kelleys. Es beginnt eine wilde Verfolgungsjagd durch die Zeit: Rhon, Mark und Dr. Graf begeben sich in das Jahr 1610 nach Prag, wo sie Kelley vermuten. Sie werden dort allerdings von Soldaten festgenommen und für Zauberer gehalten. Kaiser Rudolf II. nimmt ihnen den Determinator für die Zeitmaschine ab und zwingt sie, für ihn Gold herzustellen. Auch Kelley taucht zur selben Zeit in Prag auf, gemeinsam mit Marks kleiner Schwester Judy. Judy, die Rudolf II. von seinen quälenden Kopfschmerzen befreien kann, wird am kaiserlichen Hof danach fürstlich empfangen. Es gelingt ihr sogar, den Determinator wieder zu beschaffen.
Kelley stiehlt in der Zwischenzeit die Karte von Atlantis, wird dabei aber von Mark und Rhon verfolgt. Dr. Graf, Mark, Rhon und die kleine Judy können aus Prag flüchten und verfolgen Kelley, dessen defekte Zeitmaschine im Ägypten des Pharaos Echnaton abstürzt. Dabei stirbt der inzwischen durch die Strahlenkrankheit geschwächte Kelley. Dr. Graf nimmt die Karte von Atlantis an sich. Bei diesem Unternehmen wird die Maschine allerdings durch einen Wüstensturm so stark verschmutzt, dass eine Rückkehr in die Zukunft zunächst unmöglich ist. Die Zeitreisenden müssen in der Jungsteinzeit notlanden. Dort treffen sie auf die Stammesfürstin Rhu, die dem erst drei Jahre zuvor versunkenen Atlantis entstammt.
Bei seinen Forschungen nach dem verschollenen Atlantis war Dr. Graf auf die mysteriöse Gestalt des Alchemisten Kelley gestoßen, der, wie sich herausstellte, über mehrere Jahrhunderte unter verschiedenen Namen in Erscheinung trat. So trat er beispielsweise als Graf von Saint Germain auf. Dr. Graf nahm seine Spur auf, da er so hoffte an Informationen über Atlantis zu gelangen. Er war davon überzeugt, dass Kelley in Besitz des Lebenselixiers ist, welches ein Überbleibsel der versunkenen Atlantiszivilisation sei. Dr. Graf kann die Zeitmaschine reparieren und beschließt die Rückkehr in seine Gegenwart, um eine große Expedition vorzubereiten, durch die Atlantis für die Menschheit wiederentdeckt werden soll. Zuvor meldet der Bordcomputer AL-2 ein bevorstehendes Erdbeben. Die Zeitreisenden warnen Rhu und ihren Stamm, bevor sie zurückkehren.

## Die Zeitmaschine
Die Bezeichnung für die Maschinen aus dem Jahr 3000 lautet AL. In der Serie werden Zeitmaschinen vom Typ AL-1 und AL-2 unterschieden sowie Zeitmaschinen für den Transport schwerer Lasten. Rhon reist mit einer Maschine vom Typ AL-2 durch die Zeit, der modernsten Variante. AL ist zugleich die Bezeichnung für den sprechenden Bordcomputer, der die Kontrolle über alle Funktionen der Maschine hat. Hinter den Sitzen der Maschine befindet sich eine Art Leitstand, der Teil des Bordcomputers ist und der sich selbst z. B. mit geografischen Informationsdaten füttert. Wichtigstes Versorgungselement der Maschine ist eine Spirale, durch die Quecksilber fließt. Zur weiteren Ausstattung der Zeitmaschine zählt eine große Leinwand, auf der die örtlichen Begebenheiten angezeigt werden können oder Lehrfilme über Epochen und Persönlichkeiten laufen.
Mit Hilfe eines „Assimilators“ ist der Zeitreisende in der Lage, die jeweilige Sprache der entsprechenden Zeit oder des Landes zu sprechen sowie automatisch eine unauffällige, zeitgemäße Kleidung zu tragen. Dieser Assimilator ist Teil des „Mutanten-Raumanzuges“ des Zeitreisenden. Der „Determinator“ wiederum ermöglicht es, die Maschine nach der Landung per Knopfdruck unsichtbar zu machen. Ebenso wird die Zeitmaschine unsichtbar, sobald sich die Eingangsluke schließt. Die Zeitmaschine kann sich sowohl durch die Zeit als auch durch den Raum bewegen und gleicht vom Aussehen her einem UFO. Nach Rhons spektakulärer Notlandung im Jahre 1982 und der Landung seiner Verfolger berichtet die Berliner Presse von einer UFO-Sichtung.

## Entstehung und Veröffentlichung
Für die Produktion war die Berliner Nova Film verantwortlich, Regie führte Thomas Fantl. Drehorte waren, neben den Berliner Union-Studios, Prag, Berlin und die Hohe Tatra. Drehbuchautor Ota Hofman hat die Vorlage von Johanna von Koczian erheblich verändert und z. B. den Alchemisten Kelley ergänzt. Auch ist Judy ursprünglich Marks ältere Schwester, eine kleine Schwester hat er im Roman nicht. Dr. Graf und der Alchimist Kelley werden beide von Benno Sterzenbach verkörpert. Während der Produktion wurde abwechselnd deutsch und tschechisch gesprochen, die tschechoslowakischen Schauspieler wurden im Anschluss für das deutschsprachige Fernsehen synchronisiert. Frank Schaff lieh Tomáš Holý seine Stimme.
Folgen
1. Landung zum Geburtstag
2. Das falsche Haus
3. Die kleine Nachtmusik
4. Der geheimnisvolle Graf
5. Die verschollene Landkarte
6. Die verlorenen Schlüssel
7. Das Prager Konzert
8. Die Gefangenen des Kaisers
9. Der schwarze Spiegel
10. Die Nacht der Zauberer
11. Das sandige Grab
12. Die rätselhaften Götter
13. Landung zum Frühstück

Die Serie erschien am 16. März 2007 auf DVD. Verantwortlich dafür zeichneten das ZDF und Aviator-Entertainment. Außerdem ist die Serie in der ZDF Flimmerkiste – Vier komplette Kinder-Klassiker in einer Box! zusammen mit Die drei Klumberger (1977), Mond Mond Mond (1977) und Merlin – Die komplette Serie (1979) seit Oktober 2011 erhältlich.
Zur Serie erschienen die Vorlagen Abenteuer in der Vollmondnacht und Der geheimnisvolle Graf gemeinsam in der Sonderausgabe Unterwegs nach Atlantis.